# Kaufhaus Fritzsche
Kaufhaus Fritzsche is een voormalig textielwarenhuis in de binnenstad van Elberfeld (sinds 1929 onderdeel van de stad Wuppertal). De onderneming was actief van 1873 tot 19 april 1997.

## Geschiedenis

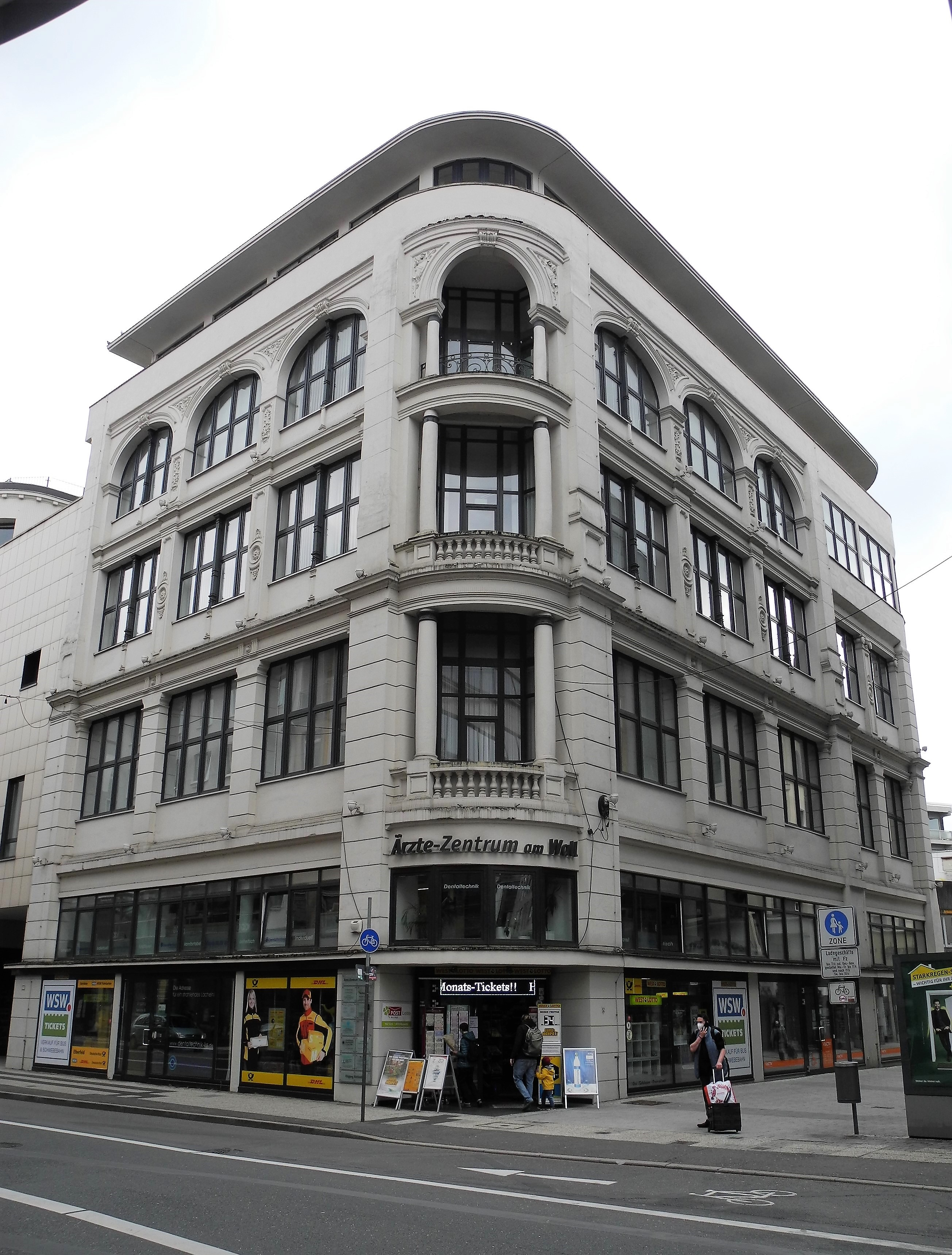
Wuppertal, Wall 32, hoek Mäuerchen

In 1873 richtte Harmann Fritzsche het textielwarenhuis Textilhaus Fritzsche op aan de Wall in Elberfeld. De winkel was gespecialiseerd in herenkleding. In 1901 werd een nieuw pand voor het textielwarenhuis geopend op de hoek van de Wall en de Mauerchen. Het pand had een stadsbeeld bepalende jugendstil-gevel met grote ramen en het marmeren trappenhuis was een pronkstuk met bronzen balustrades, gestucte plafonds met ornamenten en lampen.
Het pand kwam vrijwel onbeschadigd de Twee Wereldoorlog door. In de jaren 70 werd de gevel verborgen achter aluminium gevelpanelen.
In 1996 werd het bedrijf overgenomen door het Dyckhoff-concern. Op 19 april 1997 werd de winkel gesloten en stond lange tijd leeg. Eind 2004 werd het voormalige warenhuis gerenoveerd en werden de oude gevels weer zichtbaar.